# Penicillidia pachymela
Penicillidia pachymela är en tvåvingeart som beskrevs av Speiser 1900. Penicillidia pachymela ingår i släktet Penicillidia och familjen lusflugor.
Artens utbredningsområde är Somalia. Inga underarter finns listade i Catalogue of Life.